# Götz Frömming

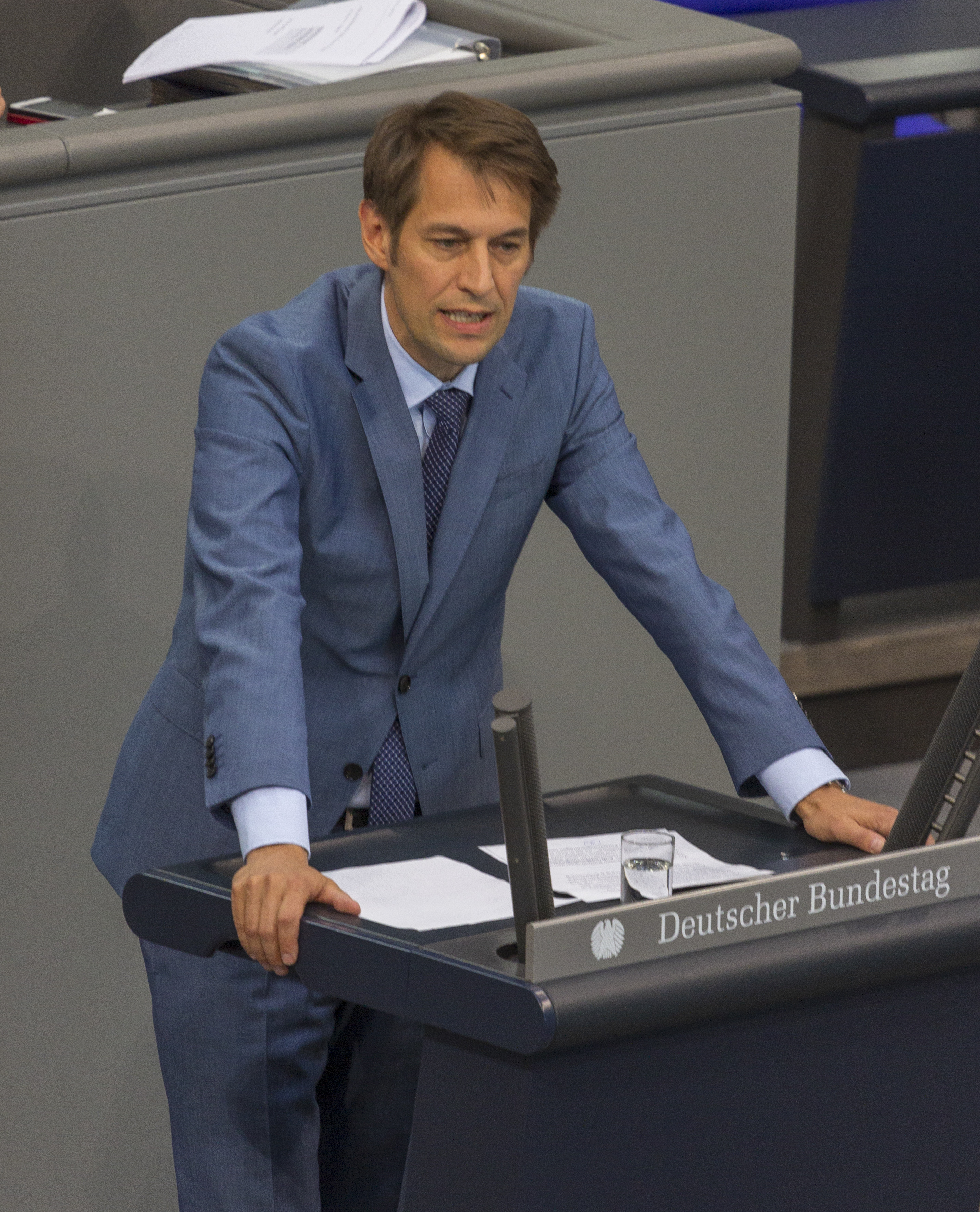
Götz Frömming im Deutschen Bundestag (2019)

Götz Gerald Ulrich Frömming (* 30. August 1968 in Eutin) ist ein deutscher Politiker (AfD). Er ist seit 2017 Mitglied des Deutschen Bundestages.

## Leben
Nach dem Abitur am Kronberg-Gymnasium Aschaffenburg leistete Frömming zunächst den Wehrdienst, den er nach kurzer Zeit abbrach. Im Anschluss absolvierte er den Zivildienst. Ab 1991 absolvierte er ein Studium der Germanistik, Geschichtswissenschaft und Philosophie an der Universität Frankfurt am Main und der Humboldt-Universität zu Berlin, das er 2002 mit dem Ersten und anschließend dem Zweiten Staatsexamen für das Lehramt an Gymnasien beendete.

### Beruf
Nach dem anschließenden Referendariat war Frömming als Lehrer für Deutsch, Geschichte und Politik an der Schule Schloss Salem und am Windeck-Gymnasium Bühl tätig. Als Studiendirektor war er anschließend Oberstufenkoordinator am Diesterweg-Gymnasium in Berlin und danach Fachbereichsleiter am Berliner Lessing-Gymnasium.
Im Jahr 2012 wurde Frömming an der Technischen Hochschule Karlsruhe zum Dr. phil. in Germanistischer Mediävistik promoviert.

### Politik
Nach einer Mitgliedschaft bei den Freien Wählern ab 2012 trat Frömming 2013 in die AfD ein. Am 14. April 2013 nahm er am Gründungsparteitag der Alternative für Deutschland im Hotel InterContinental Berlin teil. Anschließend arbeitete er in leitenden Funktionen am Aufbau des Berliner Landesverbandes der AfD mit. Er war Wahlkampfleiter für den Landesverband Berlin bei der Bundestagswahl 2017 und Leiter des Redaktionsausschusses der Bundesprogrammkommission der AfD.
Frömming ist seit 2017 Mitglied des Deutschen Bundestages und wurde über die Berliner Landesliste gewählt. Seit der 19. Legislaturperiode gehört er der Deutsch-Polnischen Parlamentariergruppe an. Seit 2019 ist er parlamentarischer Geschäftsführer der AfD-Bundestagsfraktion und Mitglied des Fraktionsvorstands.
Er war Gründungsmitglied und zeitweilig Mitglied im Vorstand der Desiderius-Erasmus-Stiftung, die inzwischen als AfD-Parteistiftung firmiert.
Bei der Bundestagswahl 2021 trat Frömming im Wahlkreis Berlin-Pankow an und zog über die Berliner Landesliste erneut in den Bundestag ein. Im 20. Deutschen Bundestag war er ordentliches Mitglied im Vermittlungsausschuss von Bundestag und Bundesrat sowie Obmann der AfD-Bundestagsfraktion im Ausschuss für Bildung, Forschung und Technikfolgenabschätzung. In den Ausschüssen für Kultur und Medien sowie für Umwelt, Naturschutz, nukleare Sicherheit und Verbraucherschutz war er als stellvertretendes Mitglied tätig.
Bei der Landratswahl im Havelland 2024 trat Frömming als Kandidat der Alternative für Deutschland an und unterlag mit 25,3 % dem Kandidaten der CDU. Bei der Kreistagswahl am 9. Juni 2024 wurde Frömming für die AfD in den Kreistag gewählt.
Seit September 2024 ist er kulturpolitischer Sprecher der AfD-Bundestagsfraktion, Obmann und ordentliches Mitglied im Ausschuss für Kultur und Medien.
Bei der Bundestagswahl 2025 gewann Frömming das Direktmandat für die AfD im Wahlkreis 56 (Prignitz – Ostprignitz-Ruppin – Havelland I) mit 38,9 % der Erststimmen.

### Positionen
Ursprüngliche Motivation für seinen Beitritt zur AfD war laut eigener Aussage Merkels Eurorettungspolitik. Die Zeit ordnete Frömming 2017 dem „gemäßigten Lager“ der AfD zu. Seither ist er auf Linie mit dem radikaleren, antimigrantischen Kurs der Partei.
Die Jüdische Allgemeine dokumentierte eine diffamierende Aussage Frömmings, in der er den Sänger Herbert Grönemeyer mit Goebbels verglich.
Kulturpolitisch besteht seine Haltung unter anderem darin, die Rückgabe von Raubkunst an ehemalige Kolonien nur in Ausnahmefällen gewähren zu wollen. Die staatliche Förderung von Theatern solle der historischen Werktreue dienen. Zeitgenössische Interpretationen von klassischen Werken, eine in Theatern jahrzehntelang gängige Praxis, lehnt Frömming ab.
Den Einfluss des Menschen auf die Erderwärmung erachtet Frömming, entgegen dem wissenschaftlichen Konsens, als „ungeklärt.“
Das deutsche Bildungswesen sieht er durch Migration im Wesentlichen belastet und „an den Rand des Kollaps“ gebracht. Schulische Strukturen in der BRD seien laut Frömming „ideologisiert.“

### Aktuelle Ämter und Funktionen

#### AfD-Bundestagsfraktion
- Parlamentarischer Geschäftsführer und Vorstandsmitglied[15]
- Kulturpolitischer Sprecher und Mitglied im Arbeitskreis für Kultur und Medien[16]
- Mitglied im Arbeitskreis für Bildung, Familie, Senioren, Frauen und Jugend[17]
- Sprecher und Gründer der Arbeitsgemeinschaft Geschichte[18]

#### Deutscher Bundestag
- Ordentliches Mitglied im Ältestenrat[19]
- Ordentliches Mitglied im Vermittlungsausschuss von Bundestag und Bundesrat[20]
- Ordentliches Mitglied und Obmann im Ausschuss für Kultur und Medien[21]
- Ordentliches Mitglied im Ausschuss für Bildung, Familie, Senioren, Frauen und Jugend[22]
- Stellvertretendes Mitglied im Gemeinsamen Ausschuss[23]
- Mitglied der Deutsch-Polnischen Parlamentariergruppe[24]
- Mitglied im Kunstbeirat[25]

#### AfD-Partei
- Stellvertretender Leiter der Bundesprogrammkommission[26]
- Vertreter der AfD-Bundestagsfraktion im Bundesfachausschuss Bildung, Wissenschaft, Kultur und Medien[27]

#### Institutionen und Organisationen
- Ordentliches Mitglied im Kuratorium der Stiftung Haus der Geschichte der Bundesrepublik Deutschland[28]
- Ordentliches Mitglied im Stiftungsrat Stiftung Berliner Schloss-Humboldtforum[29]
- Ordentliches Mitglied im Stiftungsrat der Bundesstiftung Bauakademie[30]
- Ordentliches Mitglied des Kuratoriums der „Stiftung Archiv der Parteien und Massenorganisationen der DDR“ (SAPMO)[31]

Kommunale Ebene
- Mitglied im Kreistag Havelland[32]

### Privates
Götz Frömming ist verheiratet und hat drei Kinder.

## Schriften
- Die Ästhetik des Leibes: Eine Studie zur Poetik des Körpers in Heinrich Wittenwilers „Ring“. Wiss. Verl. Trier, Trier 2015, ISBN 978-3-86821-575-5.
- Päpstliche Provisionen am Bamberger Domkapitel, in: Bericht des Historischen Vereins Bamberg 133 (1997), 261–272
- Urkundliche Zeugnisse zu Heinrich Wittenwiler, in: Zeitschrift für deutsches Altertum und deutsche Literatur, Bd. 140, H. 4 (2011), 473–475